# قایق آتش‌نشانی ۲۰
قایق آتش‌نشانی ۲۰ (به انگلیسی: Fireboat 20) یک کشتی است که طول آن ۱۰۸ فوت (۳۳ متر) می‌باشد.